# 阿马托
阿马托（義大利語：Amato），是意大利卡坦扎罗省的一个市镇。总面积20平方公里，人口870人，人口密度43.5人/平方公里（2009年）。ISTAT代码为079004。